# Sittersdorf
Sittersdorf is een gemeente in de Oostenrijkse deelstaat Karinthië, en maakt deel uit van het district Völkermarkt.
Sittersdorf telt 2082 inwoners.

## Foto's

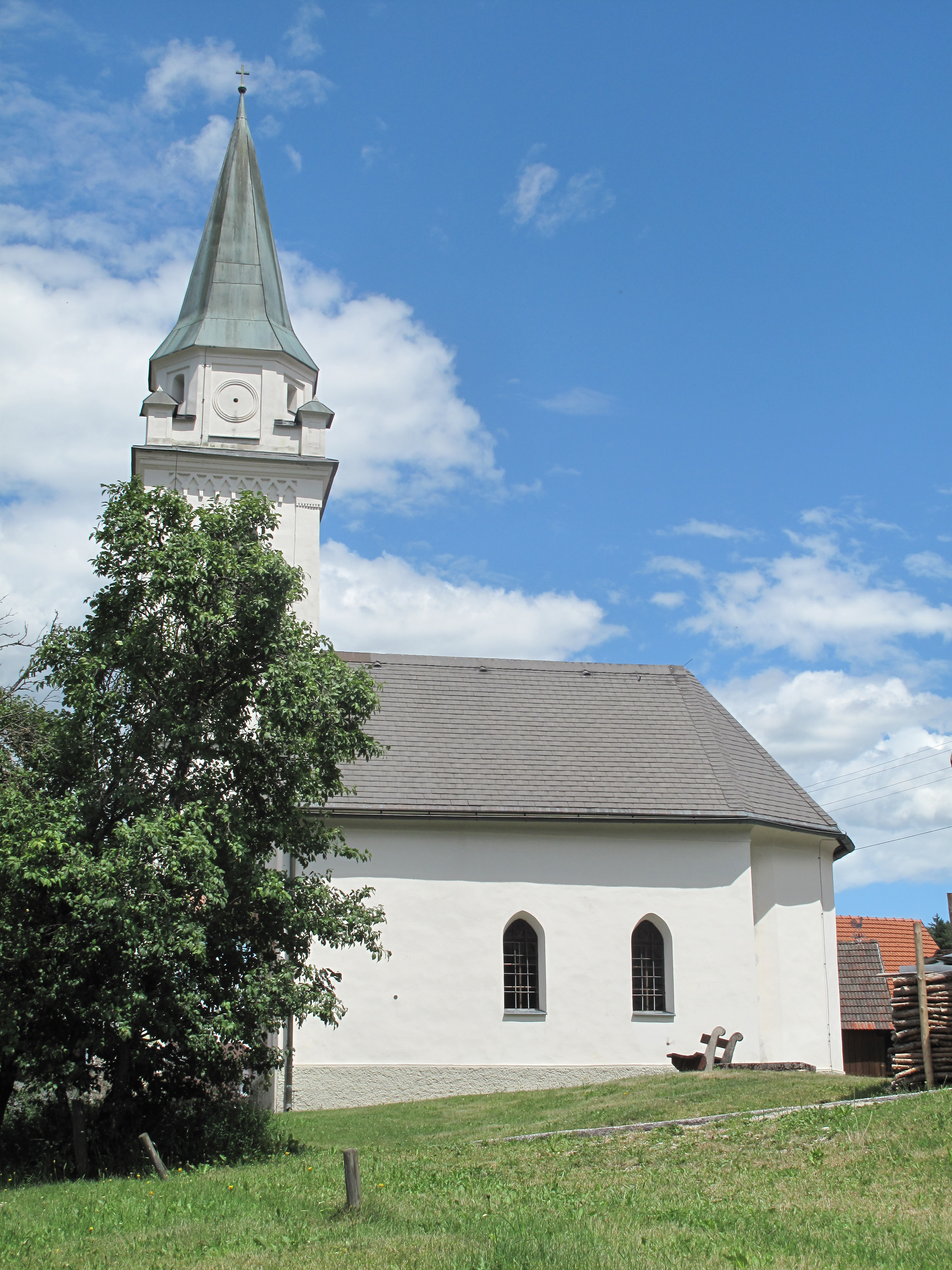
Pfannsdorf, kerk
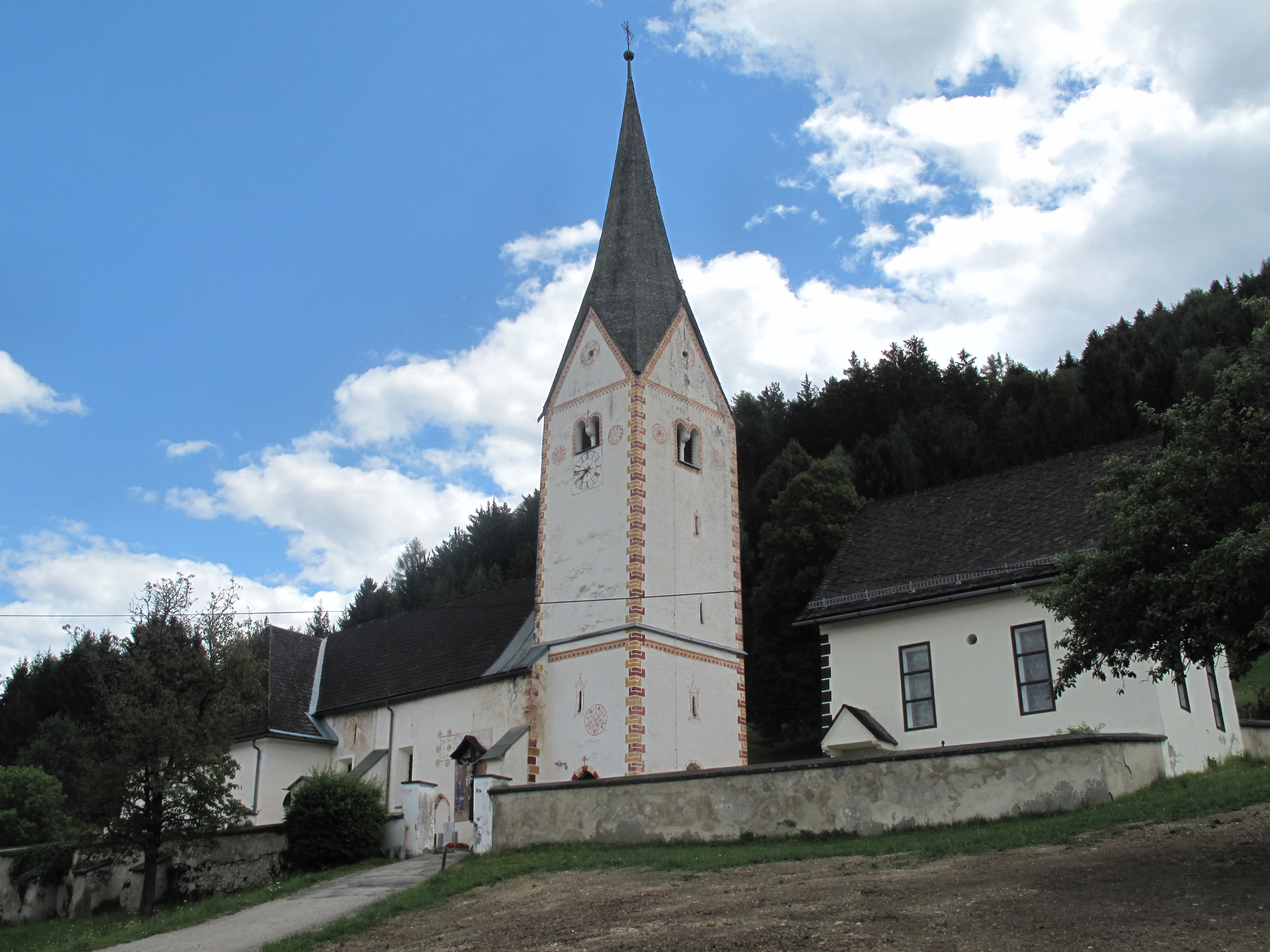
Tichoja, kerk

Bleiburg ·
Diex ·
Eberndorf ·
Eisenkappel-Vellach ·
Feistritz ob Bleiburg ·
Gallizien ·
Globasnitz ·
Griffen ·
Neuhaus ·
Ruden ·
Sankt Kanzian am Klopeiner See ·
Sittersdorf ·
Völkermarkt
- Gemeinsame Normdatei: 4450017-8
- Virtual International Authority File: 243848115